# قول يا طير
قول يا طير هو كتاب للمؤرخين الفلسطينيين شريف كناعنة وإبراهيم مهاوي،  يشمل على دراسة في الحكاية الشعبية الفلسطينية، نشر لأول مرة باللغة الإنجليزية في عام 1989، ثم صدرت نسخة باللغة الفرنسية نشرتها اليونسكو، وفي عام 2001 صدرت النسخة باللغة العربية في بيروت.
يضم الكتاب خمساً وأربعين حكاية خرافية من مئتي حكاية روى معظمها نساء في جميع أنحاء فلسطين (الجليل، والضفة الغربية وغزة). الحكايات المذكورة في الكتاب هي الأكثر رواجاً بين أبناء الشعب الفلسطيني. قسما النصوص المختارة إلى خمس مجموعات، كل مجموعة بعنوان عام، ولها نصوصها. الأول تحت عنوان «الافراد»، وهم الأبناء والأبوان والاخوة. والثانية «العائلة» وتعني في سياق البحث: العروسين، والزوجين، ثم الحياة العائلية بكل اطرافها. والثالثة «المجتمع». والرابعة «البيئة». والخامسة «الكون». ويتبع كل مجموعة تعقيب من الباحثين يساهم في اضاءة حركة النصوص ومعانيها في الوجدان الشعبي المنتج لها. أمضى المؤلفان أكثر من 30 عاماً في جمع مادة الكتاب.
يُذكر أن الكتاب عام 2007، حُظر من قبل حكومة حماس وأثار جدلاً كبيراً فتقول وزارة التربية والتعليم العالي: «إن كتاب قول يا طير والذي يتضمن مجموعة من القصص الشعبية المستقاة من التراث الفلسطيني، يتضمن كلمات كثيرة وصريحة تخدش الحياء ولا تتناسب مع سن طلبة المدارس التي وزع فيها، إضافة إلى كونه مكتوبا بالعامية وليس بالفصحى». استنكر القرار، وتم المطالبة بتشكيل لجنة تحقيق مستقلة ومساءلة وإسناد حقيبة التربية والتعليم في حكومة الوحدة الوطنية القادمة إلى كفاءة أكاديمية مستقلة. كما حذر الروائي  زكريا محمد من أن قرار حماس بحظر الكتاب كان مجرد البداية، وحث المثقفين على التحرك في وجه هذا القرار.
يتم تدريس الكتاب كجزء من دورات الأدب في كل من جامعة كاليفورنيا في بيركلي وجامعة شيكاغو، ويدرسه طلبة الماجستير في جامعة بير زيت.

## الهدف من الكتاب
كان الداعي الأساسي إلى وضع هذا الكتاب الحفاظ على فن قصصي نسائي كان واسع الانتشار عندما كان الشعب الفلسطيني يمارس ثقافته في أرضه، وأيضًا لعرض صورة علمية وموضوعية للثقافة العربية في أرض فلسطين. خصوصية هذه الثقافة عُرضت باللغة العربية الدارجة التي رويت بها هذه القصص الشعبيّة، بالإضافة لذكر مستويات تبرز الملامح الوطنية لهذه الثقافة، وفي الوقت ذاته تربطها بمحيطها العربي.